# St Kilda Saints
St. Kilda Saints är en professionell australisk fotbollsklubb från Melbourne, Victoria. Klubben tävlar i Australian Football League.

## Klubblåt
| Engelsk originaltext | Svensk översättning |
| --- | ------------------- |
| Oh, when the Saints, Go marching in Oh, when the Saints go marching in Oh, how I wanna be in St. Kilda When the Saints go marching in! Oh, when the Saints, (Oh, when the Saints!) Go marching in (Go marching in!) Oh, when the Saints go marching in Oh, how I wanna be in St. Kilda When the Saints go marching in! |                     |